# Robert Shaw (Brits acteur)

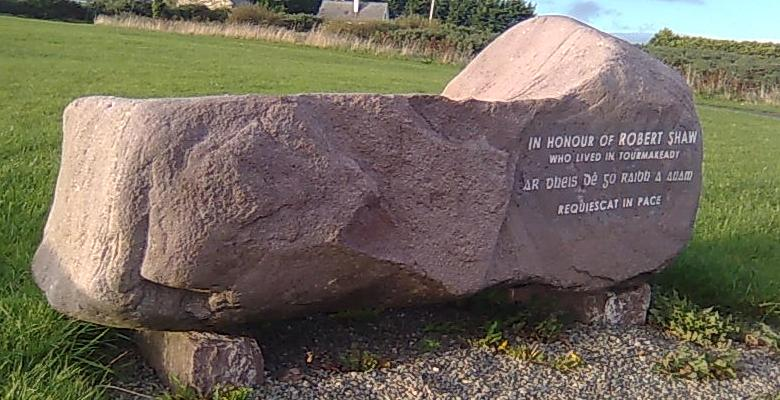
Monument voor Shaw in Tourmakeady

Robert Archibald Shaw (Westhoughton (Lancashire, Engeland), 9 augustus 1927 – Tourmakeady (County Mayo, Ierland), 28 augustus 1978) was een Engels acteur en auteur.
Een bekende rol van Shaw vertolkte hij in de film Jaws uit 1975, van regisseur Steven Spielberg. Hierin speelt hij de rol van de norse visser Quint, die voor $ 10.000 bereid is de beruchte witte haai te vangen.
Daarvoor speelde hij in 1973 de rol van Doyle Lonnegan in de film The Sting en in 1963 moordenaar Red Grant in de James Bondfilm From Russia with Love.
Ook was hij onder meer te zien in Battle of the Bulge, Force 10 from Navarone, The Taking of Pelham One Two Three, Robin and Marian, The Deep en Battle of Britain.

## Persoonlijk
Shaw trouwde drie keer, waarvan de eerste keer in 1952 met Jennifer Bourke, waar hij 4 kinderen mee kreeg. In 1963 scheidden ze, maar nog datzelfde jaar, op 13 april trouwde Shaw met actrice Mary Ure. Ze bleven getrouwd tot haar dood op 3 april 1975. Shaw had een affaire met zijn secretaresse, waardoor de alcoholverslaving van Ure erger werd. Uiteindelijk nam ze een overdosis aan drugs en drank. Ook met Ure kreeg Shaw 4 kinderen. Al op 29 juli 1976 hertrouwde Shaw met Virginia Janssen, waar hij tot zijn dood mee getrouwd bleef. Ze kregen twee kinderen samen.
Shaw was dus de vader van 10 kinderen. Zijn laatste kind werd geboren in februari 1977, toen Shaw al bijna 50 jaar oud was. Hij zei hierover in maart 1978 dat hij daarom voornamelijk voor het geld acteerde en ook daarom in vele grote films verscheen, waarin hij vaak geen realistische tekst had.
Robert Shaw overleed in 1978 tijdens een vakantie aan een hartaanval. Hij reed in de auto met zijn derde vrouw Virginia Janssen en nog iemand, toen hij last kreeg van pijn op de borst. Shaw stapte uit om even een stukje te gaan lopen, in de hoop dat het over zou gaan. Na 4 à 5 stappen zakte hij echter in elkaar en werd na aankomst in het ziekenhuis doodverklaard.

## Filmografie
- The Dam Busters (1955) - Flt/Sgt. J. Pulford, D.F.M.
- Doublecross (1956) - Ernest
- A Hill in Korea (1956) - LCpl. Hodge
- The Buccaneers (televisieserie, 1956-1957) - Kapitein Dan Tempest (37 afl.)
- Rupert of Hentzau (televisiefilm, 1957) - Rupert of Hentzau
- Sea Fury (1958) - Gorman
- The Valiant (1962) - Luitenant Field
- The Winter's Tale (televisiefilm, 1962) - Leontes
- The Caretaker (1963) - Aston
- The Cracksman (1963) - Moke
- From Russia with Love (1963) - Donald "Red" Grant
- Hamlet at Elsinore (Televisiefilm, 1964) - Claudius, Koning van Denemarken
- The Luck of Ginger Coffey (1964) - Ginger Coffey
- Carol for Another Christmas (televisiefilm, 1964) - Geest van de Toekomstige Kerst
- Tomorrow at Ten (1965) - Marlowe
- Battle of the Bulge (1965) - Kolonel Martin Hessler
- A Man for All Seasons (1966) - Koning Henry VIII
- Custer of the West (1967) - Gen. George Armstrong Custer
- Luther (televisiefilm, 1968) - Maarten Luther
- The Birthday Party (1968) - Stanley Webber
- Battle of Britain (1969) - Squadron-leider Skipper
- The Royal Hunt of the Sun (1969) - Francisco Pizarro
- Figures in a Landscape (1970) - MacConnachie
- A Town Called Bastard (1971) - De Priester
- Young Winston (1972) - Lord Randolph Churchill
- A Reflection of Fear (1973) - Michael
- The Hireling (1973) - Steven Ledbetter
- The Sting (1973) - Doyle Lonnegan
- The Taking of Pelham One Two Three (1974) - Bernard Grier aka Blue
- Jaws (1975) - Quint
- Der Richter und sein Henker (1975) - Richard Gastmann
- Diamonds (1975) - Charles/Earl Hodgson
- Robin and Marian (1976) - Sheriff van Nottingham
- Swashbuckler (1976) - Ned Lynch
- Black Sunday (1977) - Majoor David Kabakov
- The Deep (1977) - Romer Treece
- Force 10 from Navarone (1978) - Majoor Keith Mallory
- Avalanche Express (1979) - Generaal Marenkov